# Konstindustri

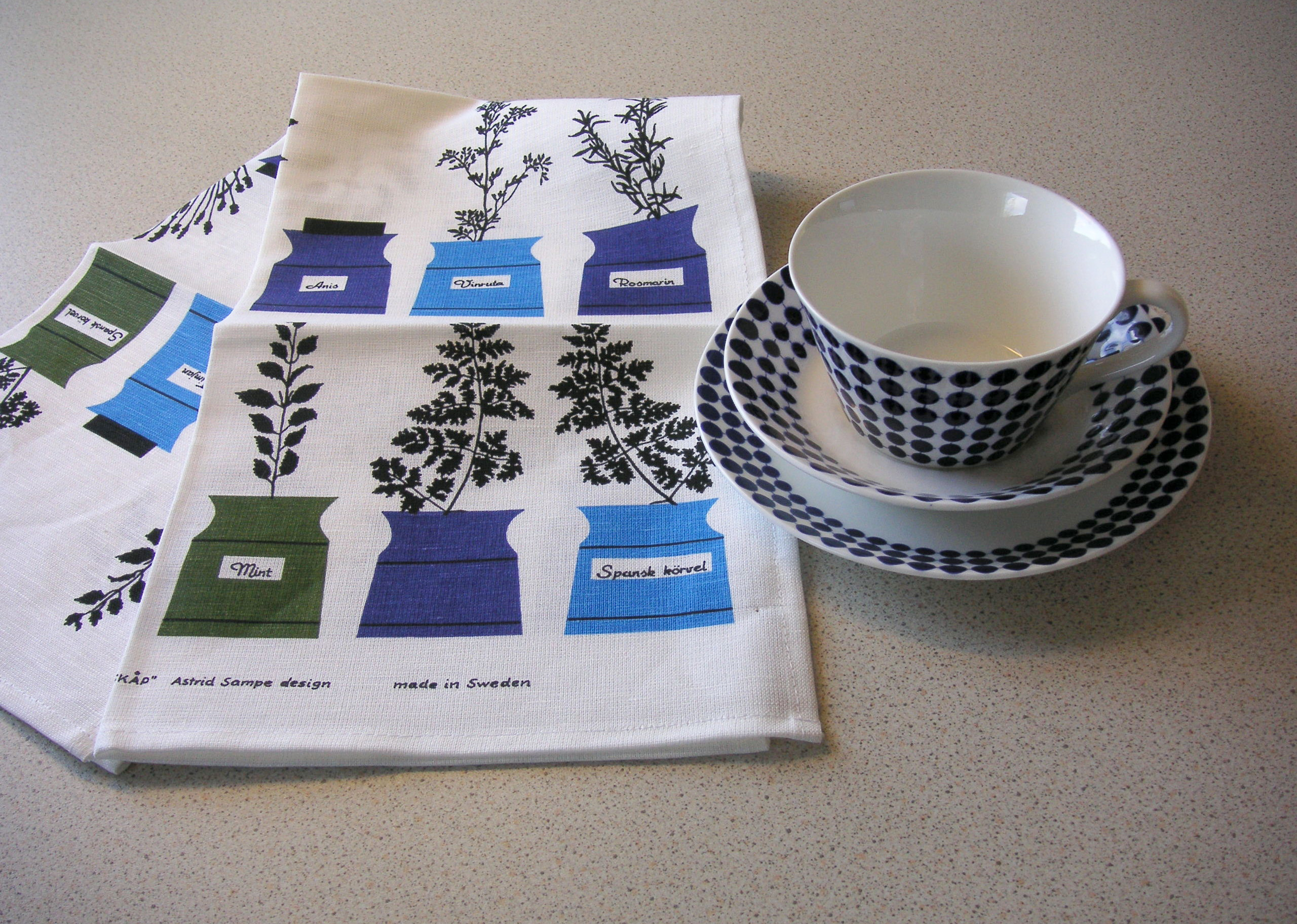
Typiska konstindustriföremål: Astrid Sampes kökshandduk "Perssons kryddskåp" och Stig Lindbergs porslin "Adam".

Konstindustri avser fabriksmässig tillverkning av konstnärligt formgivna föremål. Föremålen kan vara avsedda för vardagsbruk eller används som prydnad. 
I Sverige var Svenska Slöjdföreningen drivande kraft bakom begreppet vackrare vardagsvara. Denna slogan myntades 1919 av Gregor Paulsson och utgjorde grunden för Slöjdföreningens stora insatser under första halvan av 1900-talet. Tanken var att även enkla, vardagliga föremål som tillverkades industriellt i större mängder skulle vara "vackra" och gestaltas av konstnärer. För att befrämja en hög konstnärlig kvalitet i konstindustrin arrangerade Svenska Slöjdföreningen en lång rad utställningar. Till de välkända räknas Konstindustriutställningen 1909, Hemutställningen 1917, Stockholmsutställningen 1930 och Helsingborgsutställningen 1955.
På Helsingborgsutställningen fanns en särskild paviljong för presentation av konstindustrins produkter. Det var Parapeten som hade ritats av Bengt Gate. Här visade bland andra Astrid Sampe textil för Nordiska Kompaniets textilkammare,  Stig Lindberg presenterade eldfasta porslinsföremål,  Yngve Ekström visade en ny möbelkollektion och  Signe Persson-Melin hade sitt genombrott med egenvillig keramik.